# Luigi Cambiaso (calciatore)
Luigi Cambiaso (fl. XX secolo) è stato un calciatore italiano, di ruolo difensore.

## Carriera
A partire dalla stagione 1922-1923 disputa con la Sampierdarenese cinque campionati di massima serie per un totale di 91 presenze.
Dopo aver giocato per altri tre anni con la Dominante, con cui disputa 65 gare, milita in seguito nella Corniglianese.